# パナソニック ハウジングソリューションズ
パナソニック ハウジングソリューションズ株式会社（英: Panasonic Housing Solutions Co., Ltd.）は、パナソニックホールディングス傘下の事業会社で、住宅設備、建材などの製造を手がける企業。

## 概要
パナソニック株式会社が2022年4月に持株会社制へと移行することに伴い、ハウジングシステム事業部が分社化して、設立。

## 国内関係会社
関係会社はパナソニックの社内分社（社内カンパニー）の一つであるエレクトリックワークス社から住宅関連の子会社を継承している。
- パナソニック住宅設備株式会社（旧：パナソニック電工住宅設備株式会社）
- パナソニック内装建材株式会社（旧：香川松下電工株式会社→パナソニック電工香川株式会社） - 2012年4月にパナソニック電工群馬株式会社（旧：ナショナル建材工業株式会社）を合併
- パナソニック アーキスケルトンデザイン株式会社（旧：松下電工テクノストラクチャー株式会社→パナソニック電工テクノストラクチャー株式会社→パナソニックESテクノストラクチャー株式会社→パナソニックLSテクノストラクチャー株式会社）
- パナソニック エレベーター株式会社（旧：松下ホームエレベーター株式会社→パナソニックホームエレベーター株式会社）
- パナソニックAWエンジニアリング株式会社（エア・ウォーター・エモト株式会社→パナソニック電工AWE株式会社→パナソニック エコソリューションズAWE株式会社）
- パナソニック リビング北海道・東北株式会社 - パナソニック電工リビング東北株式会社（旧：東北ナショナル設備建材株式会社）とパナソニック電工リビング北海道株式会社（旧：北海道ナショナル設備建材株式会社）が合併。
- パナソニック リビング株式会社/首都圏・関東社（旧：パナソニック電工リビング首都圏・関東株式会社→パナソニック リビング首都圏・関東株式会社） - パナソニック電工リビング首都圏株式会社（旧：首都圏ナショナル設備建材株式会社）とパナソニック電工リビング関東株式会社（旧：関東ナショナル設備建材株式会社）が合併。
- パナソニック リビング中部株式会社（旧：パナソニック電工リビング中部株式会社） - パナソニック電工リビング東海株式会社（旧：東海ナショナル設備建材株式会社）とパナソニック電工リビング北陸株式会社（旧：北陸ナショナル設備建材株式会社）が合併。
- パナソニック リビング近畿株式会社（近畿ナショナル設備建材株式会社→パナソニック電工リビング近畿株式会社）
- パナソニック リビング中四国株式会社（旧：パナソニック電工リビング中四国株式会社） - パナソニック電工リビング中国株式会社（旧：中国ナショナル設備建材株式会社）とパナソニック電工リビング四国株式会社（旧：四国ナショナル設備建材株式会社）が合併。
- パナソニック リビング九州株式会社（九州ナショナル設備建材株式会社→パナソニック電工リビング九州株式会社） - パナソニック電工リビング沖縄株式会社（旧：沖縄ナショナル設備建材株式会社）を吸収合併。